# Bobrowskoje (rejon wołogodzki)
Bobrowskoje (ros. Бобровское) – wieś w Rosji, w rejonie wołogodzkim obwodu wołogodzkiego. W 2021 r. była niezamieszkana.